# 拉多米爾

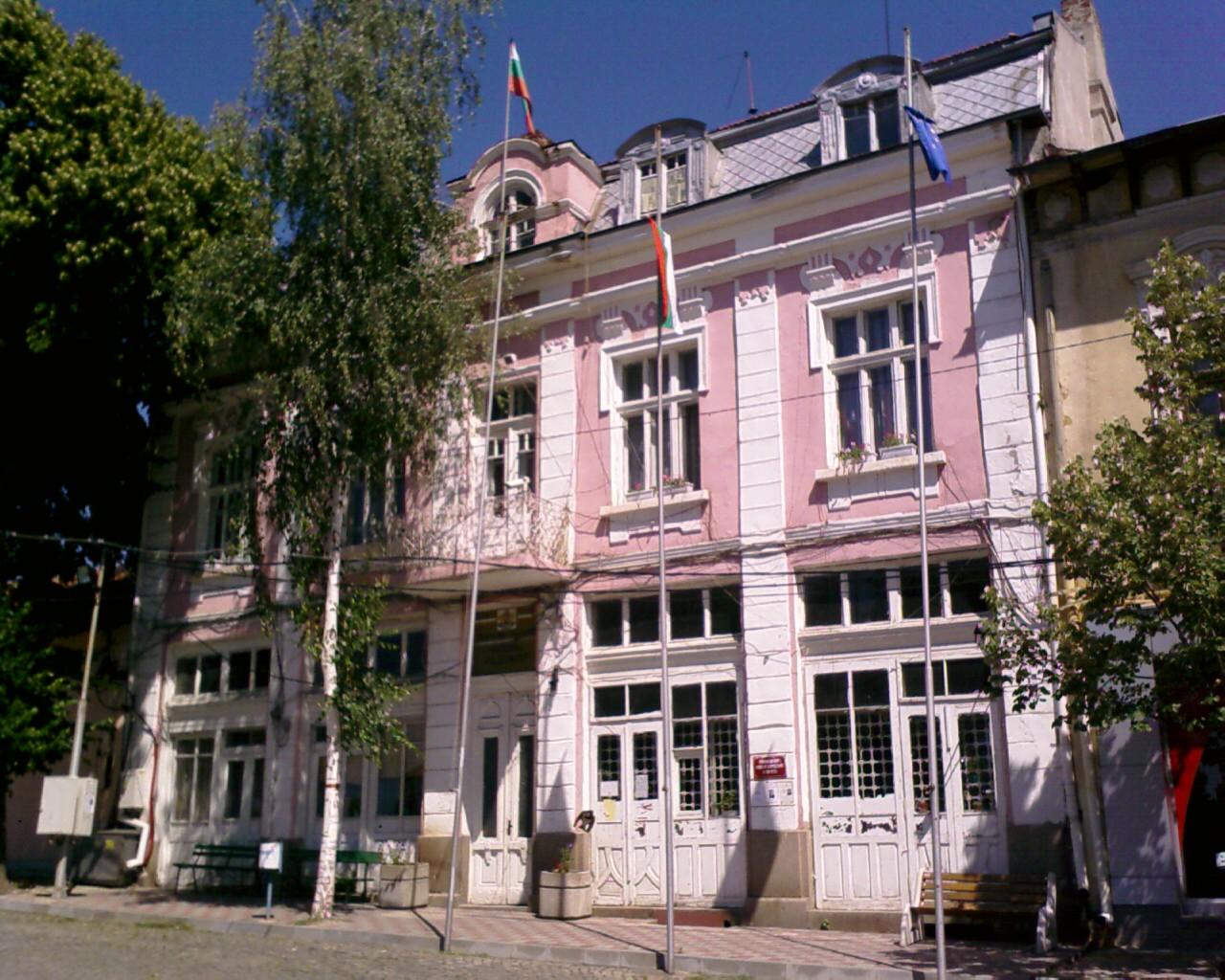
市议会大楼

拉多米爾（羅馬化：Radomir），是保加利亞西部佩爾尼克州拉多米爾市鎮的城镇及行政中心。

## 歷史
拉多米爾首次出現在文獻記載是在15世紀，當時的名稱是「Uradmur」。現在使用的「拉多米爾」這一名稱在1488年出現。城市的名稱是來自于人名。
市內有眾多古跡。

## 外部連結
- 拉多米尔市镇官方网站 （页面存档备份，存于） （保加利亚文）